# Karin Kathrein
Karin Kathrein (* 7. Juni 1938 in Wien) ist eine österreichische Journalistin, Publizistin, Kulturkritikerin und Theaterwissenschafterin.

## Leben
Kathrein absolvierte ein Studium der Theaterwissenschaft, Kunstgeschichte und Philosophie an der Universität Wien, wo sie 1965 zum Dr. phil. promovierte. Zunächst war sie nach dem Studium als Regie- und Produktionsassistentin sowie als Dramaturgin tätig. 1970 bis 1988 war sie Kulturredakteurin und ab 1985 Ressortleiterin der Presse. Es folgten Engagements als Ressortleiterin Kultur bei der Wochenzeitung Die ganze Woche, von 1990 bis 1993 als Chefredakteurin der Zeitschrift Die Bühne und von 1993 bis 2001 als Kulturredakteurin und Theaterkritikerin des Kurier. Seit 2002 ist sie freiberuflich als Autorin für verschiedene Buchreihen, Zeitschriften und Magazine, wie zum Beispiel für text + kritik, tätig.
Kathrein gilt als eine der profiliertesten Theaterkritikerinnen in Wien.
Bis 2018 war sie Vorsitzende der Jury zum Nestroy-Theaterpreis. Im Rahmen der Verleihung des Nestroy-Theaterpreises 2018 wurde sie mit einem Ehren-Nestroy ausgezeichnet.

## Auszeichnungen
- 1993/94: Österreichisches Ehrenkreuz für Wissenschaft und Kunst I. Klasse[4]
- 1999: Goldenes Ehrenzeichen für Verdienste um das Land Wien[1]

## Schriften
- Von der Antike bis zur Gegenwart. Mosaik, München 1982.
- Von Aischylos bis Botho Strauß. rororo Schauspielführer. Rowohlt, Reinbek bei Hamburg 1994, ISBN 3-499-16296-2.
- mit Gerard Mortier und Hans Landesmann (Hrsg.) und als Autorin (Schauspiel): Salzburger Festspiele 1992–2001. Das Neue, Ungesagte. 3 Bände. Zsolnay, 2001, ISBN 3-552-05170-8.
- Julia Schafranek (Hrsg.): Vienna's English Theatre. Wider alle Vernunft – Against all Odds. Eine Theatergeschichte. Mit Beiträgen von Karin Kathrein. Deuticke, Wien 2005, ISBN 3-552-06011-1.
- Österreichischer Schauspielführer. Band 1: Vom Alt-Wiener Volkstheater bis zur Mitte des 20. Jahrhunderts. Springer, Wien 2006, ISBN 3-211-25248-7.